# 多吉亞斯卡湖
多吉亞斯卡湖（烏克蘭語：Догяска），是烏克蘭的湖泊，位於該國西部外喀爾巴阡州，長125米、寬110米，面積0.012平方公里，海拔高度1,577米，最大水深1.2米，是科索夫斯卡河的發源地。